# Remo (Unternehmen)
Remo ist ein US-amerikanisches Unternehmen zur Herstellung von Schlagzeugfellen aus Kunststoff.

## Geschichte

Remo-Schlagfell vom Typ "Emperor Coated" mit einem Durchmesser von 16 Zoll, montiert auf der Oberseite eines Standtom-Kessels

Der Schlagzeuger Remo Belli begann nach dem Zweiten Weltkrieg damit zu experimentieren, Schlagzeugfelle aus Kunststoff herzustellen. Bislang bestanden Trommelfelle meist aus Schweineblasen und Tierhäuten. Diese waren aber vor allem bei schwankenden Temperaturen wenig stimmkonstant. Deshalb suchte Belli nach einem stabilen Material, das die einmal gewählte Tonstimmung konstant hält. Dabei stieß er auf Folien aus Polyethylenterephthalat (PET), die unter anderem unter dem Namen Mylar von der Firma DuPont vertrieben wurden. Belli presste diese Folien in Aluminiumringe. Nach einem Laminiervorgang durch Erhitzen entwickelten diese Folien eine hohe Widerstandsfähigkeit und Formstabilität. Um das Aussehen eines herkömmlichen Trommelfelles zu imitieren, wurden die noch heißen Felle mit einem feinkörnigen Sand bestreut. Diese Felle erzeugen zudem einen warmen Klang der Trommel und erlauben es, mit Schlagzeug-Besen beim Wischen ein Rauschen zu erzeugen.
Belli nannte seine Trommelfelle wegen der Unempfindlichkeit gegen Temperaturschwankungen „ambassador weatherking“ und gründete 1957 die Firma Remo. Die meisten Jazzmusiker bevorzugten zu Anfang der 1960er-Jahre den Klang von Naturhäuten. Allerdings entdeckten die Rock-’n’-Roll- und Rockmusiker die äußerst stabilen Trommelfelle für sich und sorgten für Erfolg. So trug auch das Ludwig-Schlagzeug von Ringo Starr über dem Beatles Schriftzug ein Remo-Logo. Die Erfindung Remo Bellis hat entscheidenden Einfluss auf die Entwicklung der Pop und Rockmusik genommen, weil durch die Kunststofffelle ein härteres und rhythmusbetonteres Schlagzeugspiel möglich wurde. Heute sind die Bespannungen der Schlagzeuge fast ausschließlich aus PET-Material. Vielfach sind diese Felle nicht mehr besandet „coated“, sondern durchsichtig „clear“, da die ursprüngliche Besandung weggelassen wurde. Neben einer Frage der Optik ist dies vor allem auch eine Frage des Klanges. Häufig sind auch Schlagzeuge mit unterschiedlichen Kombinationen zu sehen, bei denen z. B. die Schlagfelle coated und die Resonanzfelle clear ausgeführt sind.
Im Laufe der Jahrzehnte ist eine Vielzahl von Felltypen hinzugekommen, die teilweise wieder vom Markt verschwunden sind: neben den o. g. "Weatherking Ambassador"-Fellen in einlagiger Ausführung gibt es seit den 1970er Jahren Felle mit Verstärkungspunkt in der Mitte der Spielfläche ("controlled sound") oder in doppellagiger Ausführung ("Weatherking Emperor" bzw. "Pinstripe" mit Verklebung am Rand). Diese Felle sind nicht nur aufgrund ihres Aufbaus noch widerstandsfähiger, sondern liefern einen deutlich baßbetonteren Sound. Ein Relikt der Disco-Ära sind Felle in Spiegeloptik ("Starfire"), die wie bestimmte laminierte Felltypen ("Legacy") am Markt eher ein Nischendasein fristen. Des Weiteren bietet die Firma Paukenfelle ("Weatherking Timpani") in drei Ausführungen ("Weatherking hazy oder clear, "Weatherking Renaissance") an, sowie Felle für Banjos, Bongos, Congas, etc. Für die Unterseite von kleinen Trommeln gibt es Felle in drei Stärken ("Diplomat", "Ambassador", "Emperor") in den Größen 8" bis 16"(!).
Remo Belli starb am 25. April 2016 im Alter von 88 Jahren.

## Produkte

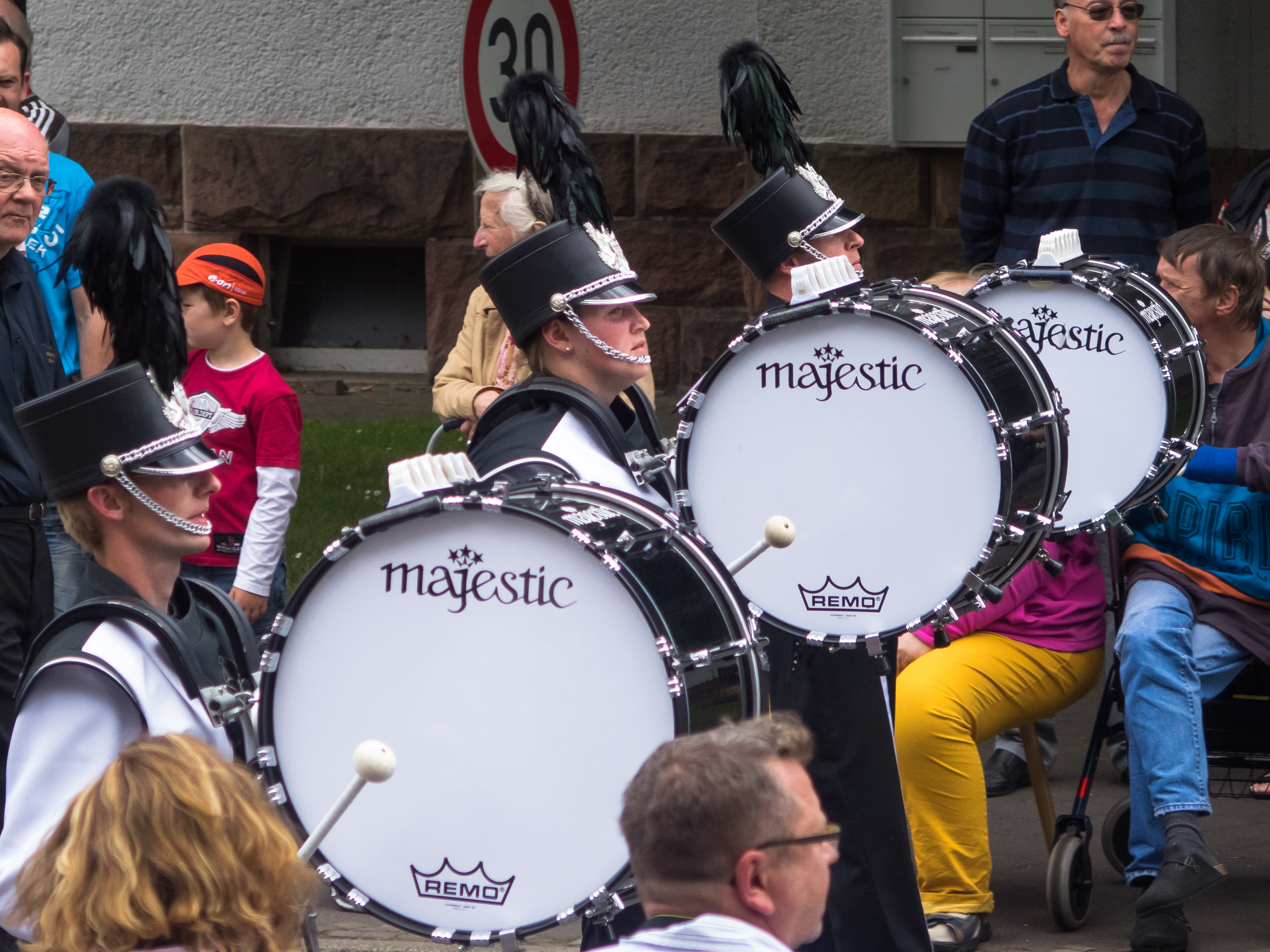
Große Trommeln mit Bespannungen von Remo

Das Unternehmen fertigt Trommelbespannungen für verschiedene Arten und Größen von Trommeln. Remo stellt neben Zubehör auch Trommeln und Schlagzeuge her, deren Kessel aus einem „Acousticon“ genannten Holzfasermaterial hergestellt sind. Herkömmliche Holzkessel für Trommeln sind für gewöhnlich aus mehreren kreuzweise gegeneinander verleimten Furnierschichten, z. T. aus verschiedenen Hölzern hergestellt. Die Trommeln von Remo sind hingegen aus einem Stück gefertigt. Das Holzfasermaterial wird in die entsprechende Größe gepresst. Dadurch soll mehr Stabilität, Maßgenauigkeit und ein besseres Resonanzverhalten entstehen.